# Velázquez (metrostation)
Velázquez is een metrostation in het stadsdeel Salamanca van de Spaanse hoofdstad Madrid. Het station werd geopend op 23 maart 1944 en wordt bediend door lijn 4 van de metro van Madrid.